# Karl Kling
Karl Kling (n. 16 septembrie 1910 – d. 18 martie 2003) a fost un pilot german de Formula 1 care a evoluat în Campionatul Mondial între anii 1954 și 1955.
1. 1 2  Karl Kling, Discogs, accesat în 9 octombrie 2017
2. 1 2  „Karl Kling”, Gemeinsame Normdatei, accesat în 9 aprilie 2014
3. ↑  „Karl Kling”, Gemeinsame Normdatei, accesat în 14 august 2015
4. ↑  „Karl Kling”, Gemeinsame Normdatei, accesat în 2 aprilie 2015